# Aloe macroclada
Aloe macroclada ist eine Pflanzenart der Gattung der Aloen in der Unterfamilie der Affodillgewächse (Asphodeloideae). Das Artepitheton macroclada leitet sich von den griechischen Worten makros für ‚groß‘ sowie klados für ‚Trieb‘ ab und verweist auf die Größe der Pflanzen.

## Beschreibung

### Vegetative Merkmale
Aloe macroclada wächst stammlos und einfach. Die etwa 36 schwertförmige, verschmälerten Laubblätter bilden eine dichte Rosette. Die grüne Blattspreite ist 75 Zentimeter lang und 15 Zentimeter breit. Die stechenden, orangebraunen Zähne am Blattrand sind 3 Millimeter lang und stehen etwa 10 Millimeter voneinander entfernt.

### Blütenstände und Blüten
Der Blütenstand ist einfach oder weist gelegentlich einen Zweig auf. Er erreicht eine Länge von 175 Zentimeter und mehr. Die sehr dichten, zylindrischen Trauben sind 60 bis 75 Zentimeter oder mehr lang und 7 Zentimeter breit. Die eiförmig-spitzen, kurz abrupt zugespitzten Brakteen weisen eine Länge von 10 Millimeter auf und sind 7 Millimeter breit. Die hell scharlachroten Blüten sind im Inneren ihrer Mündung grünlich und stehen an 4 bis 5 Millimeter langen Blütenstielen. Sie sind 20 bis 25 Millimeter lang und an ihrer Basis gerundet. Auf Höhe des Fruchtknotens weisen die Blüten einen Durchmesser von 6 Millimeter auf. Darüber sind sie zur Mündung auf 20 Millimeter erweitert. Ihre äußeren Perigonblätter sind nicht miteinander verwachsen. Die Staubblätter und der Griffel ragen 8 bis 10 Millimeter aus der Blüte heraus.

## Systematik und Verbreitung
Aloe macroclada ist auf Madagaskar auf Grasland an trockenen Berghängen in Höhen von 700 bis 1500 Metern verbreitet.
Die Erstbeschreibung durch John Gilbert Baker wurde 1883 veröffentlicht.

## Nachweise